# Özgür Gündem
Özgür Gündem (deutsch „Freie Tagesordnung“) war eine kurdisch-türkische Tageszeitung. Sie wurde am 30. Mai 1992 gegründet und hatte ihren Sitz in Istanbul. Aufgrund wiederholter Publikationsverbote wechselte die Zeitung mehrfach ihren Namen. Im April 2011 nahm sie wieder ihren dem ursprünglichen Namen an. Özgür Gündem wurde im August 2016 wegen des Vorwurfs der Propaganda für die PKK verboten und zahlreiche ihrer Mitarbeiter verhaftet. Vom 22. August 2016 bis zum 28. März 2018 erschien die Nachfolgezeitung Özgürlükçü Demokrasi („Freiheitliche Demokratie“).
Laut eigenen Angaben der Zeitung wurden in den zwanzig Jahren ihres Erscheinens zwanzig ihrer Journalisten bei der Arbeit ermordet.

## Gründungsphase
1991 begannen Initiativen für die Schaffung einer Tageszeitung, die kurdische Interessen vertritt. Unter der Leitung von Ragıp Duran wurde Özgür Gündem gegründet, die eine Auflage bis zu 60.000 erreichte. Es hatte davor einige (vorwiegend wöchentliche) Publikationen gegeben, die den Anspruch hatten, für die Rechte der Kurden in der Türkei einzutreten. Dazu gehörten:
- Toplumsal Diriliş (Gesellschaftliche Wiederbelebung), Publikationsbeginn am 15. Juni 1988, erschien nur kurz, weil viele Ausgaben konfisziert wurden
- Halk Gerçeği (Volksrealität), erschien vom 22. April 1990 bis 24. Juni 1990
- Yeni Halk Gerçeği (neue Volksrealität), erschien vom 26. August bis 16. September 1990, Herausgeber stellten das Erscheinen ein
- Yeni Ülke (Neues Land), Publikationsbeginn 20. Oktober 1990, von den 110 Ausgaben wurden 40 konfisziert. Wegen geringer Auflage wurde das Erscheinen dieser Wochenzeitung eingestellt.[4]

Özgür Gündem galt bei türkischen Stellen als Sprachrohr der PKK, obwohl die Zeitung über die PKK nicht nur wohlwollend, sondern auch kritisch berichtete. Der erste Chefredakteur von Özgür Gündem war der türkische Journalist Ocak Işık Yurtçu, der von 1994 bis 1997 wegen 26 Artikeln, die in der Zeitung erschienen waren, in Haft saß. Er verstarb am 7. oder 8. September 2012.
Für eine Neustrukturierung stellte die Leitung der Zeitung das Erscheinen für drei Monate ein. Ab dem 26. April 1993 erschien Özgür Gündem erneut. Bei einer Razzia auf die Büros der Zeitung in Istanbul wurden am 10. Dezember 1993 über 90 Personen festgenommen. Auch in den Büros der Zeitung in Diyarbakır, Izmir, Adana, Mersin und anderen Städten kam es zwischen dem 9. und 11. Dezember 1993 zu Festnahmen. Nachdem ein Publikationsverbot des Staatssicherheitsgerichts Istanbul vom 18. November 1993 rechtskräftig geworden war, musste die Zeitung ihr Erscheinen am 14. April 1994 einstellen. Von den insgesamt 580 Ausgaben der Zeitung wurden 486 konfisziert. Zehn Chefredakteure der Zeitung waren zwischen zwei und sechs Monate in U-Haft. Bei Ocak Işık Yurtçu summierten sich die Haftstrafen auf 20 Jahre. Beim ehemaligen Chefredakteur Şeyh Davut Karadağ waren es 38 Jahre Haft. Er ging, wie der ehemalige Besitzer der Zeitung, Yaşar Kaya, gegen den hohe Geldstrafen verhängt worden waren, ins Ausland. Die Redaktionsräume in Istanbul und Ankara wurden im Dezember 1994 durch einen Bombenanschlag zerstört.

## Frühere Nachfolger
In der Folgezeit erschien Özgür Gündem unter anderen Namen. Dazu gehören:
- Özgür Ülke (Freies Land), Publikationsbeginn am 28. April 1994. Am 3. Dezember 1994 wurden drei Büros der Zeitung bombardiert.[14] Dabei kam in Istanbul ein Mitarbeiter ums Leben. Das Erscheinen wurde am 2. Februar 1995 eingestellt.
- Yeni Politika (Neue Politik), sie wurde als Nachfolgerin von Özgür Ülke verboten. Sie erschien zwischen dem 13. April 1995 und dem 16. August 1995
- Demokrasi (Demokratie), Publikationsbeginn am 12. Dezember 1996, erschien bis zum 3. Mai 1997
- Ülkede Gündem (Tagesordnung im Land), Publikationsbeginn am 7. Juli 1997. Am 26. September 1997 wurde gegen diese und andere Zeitungen ein Verbot verhängt, sie in das Gebiet unter Ausnahmezustand (OHAL) einzuführen. Am 23. Oktober 1998 verhängte das Staatssicherheitsgericht Istanbul ein Erscheinungsverbot gegen die Zeitung.
- Özgür Bakış (Freie Sicht), Publikationsbeginn am 18. April 1999. Die Zeitung erschien über 371 Tage bis zum 24. April 2000. In den gegen sie verhängten Urteilen summierten sich die Verbote auf 390 Tage.
- 2000’de Yeni Gündem (Neue Tagesordnung im Jahr 2000), Publikationsbeginn am 27. Mai 2000. Ihr Erscheinen wurden aus wirtschaftlichen Gründen am 31. März 2001 eingestellt.
- Yedinci Gündem (Siebte Tagesordnung) erschien zwischen dem 23. Juni 2001 und dem 30. August 2002
- Yeniden Özgür Gündem (Erneut Freie Tagesordnung), Publikationsbeginn am 2. September 2003, erschien bis zum 28. Februar 2004
- Ülkede Özgür Gündem (Freie Tagesordnung im Land), Publikationsbeginn am 1. März 2004. Die Zeitung wurde am 16. November 2006 verboten.
- Toplumsal Demokrasi (Gesellschaftliche Demokratie), Publikationsbeginn am 16. November 2006. Nach zwei Monaten wurde das Erscheinen am 5. Januar 2007 eingestellt.

Daneben gab es kurzfristig erscheinende Zeitungen unter Namen wie Güncel (Aktuell), Yaşamda Gündem (Tagesordnung im Leben) oder Günlük Alternatif (Tägliche Alternative).
Erst am 4. April 2011 konnte die Zeitung Özgür Gündem unter ihrem ursprünglichen Namen ihre Arbeit wieder aufnehmen.

## Strafverfolgung und Morde an Mitarbeitern
Am 14. April 1994 stellte Özgür Gündem mit Rücksicht darauf, dass sie bzw. ihre Mitarbeiter sich zahlreichen strafrechtlichen und administrativen Maßnahmen ausgesetzt sahen, ihr Erscheinen ein. Danach erschien Özgür Ülke (Freies Land). Am 4. Februar 1995 musste auch diese Zeitung aufgrund mehrerer Verbotsanordnungen des Staatssicherheitsgerichts Istanbul ihr Erscheinen einstellen. Neben unzähligen Strafverfahren wurden viele Mitarbeiter (Reporter und Verteiler) von Özgür Gündem und den ihr folgenden Publikationen ermordet. In 20 Jahren sollen 76 Mitarbeiter umgebracht worden sein. Zwischen dem 30. Mai 1992 und April 1994 wurden 8 Reporter und 19 Verteiler von Özgür Gündem ermordet.
Am 20. Dezember 2011 wurden im Rahmen der als Union der Gemeinschaften Kurdistans (KCK) bezeichneten Operationen knapp 50 Journalisten festgenommen, darunter der Chefredakteur von Özgür Gündem, Ziya Çiçekçi. Am 24. Dezember 2011 kamen 36 von ihnen in U-Haft. Ihnen wird Mitgliedschaft und Unterstützung einer „illegalen Organisation“ vorgeworfen. Die Menschenrechtsorganisation Reporter ohne Grenzen kritisierte das Vorgehen der türkischen Behörden und erklärte, dass „die kurdische Frage nicht durch Versuche, die Äußerungen von Dissidenten im Namen der Terrorismusbekämpfung zu unterdrücken, gelöst werden“ kann.  Zwölf der im März 2012 inhaftierten 104 Journalisten in der Türkei sollen Mitarbeiter von Özgür Gündem sein. Am 10. September 2012 hat das Verfahren vor der 15. Kammer für schwere Straftaten in Istanbul begonnen. Am 13. September 2012 wurde der Prozess bis zum 12. November 2012 ausgesetzt.
Am 20. Juni 2016 wurde Erol Önderoğlu wegen „terroristischer Propaganda“ in der Türkei verhaftet.
Am 16. August 2016 wurde die Zeitung durch Anordnung de Staatsanwaltschaft "zeitweilig geschlossen", mit der Begründung sie verbreite "Propaganda der PKK und funktioniere als Sprachrohr dieser Organisation". Am selben Tag durchsuchte die Polizei die Redaktion in Istanbul und nahm 23 Journalisten und Mitarbeiter fest. Am 29. Oktober 2016 wurde die Zeitung per Notstandsverordnung verboten.

## Aktuelle Entwicklungen
Seit dem 22. August 2016 erschien die Nachfolgezeitung Özgürlükçü Demokrasi („Freiheitliche Demokratie“). Chefredakteur war Yılmaz Yıldız. Am 28. März 2018 wurde die Zeitung unter staatliche Zwangsverwaltung gestellt, worauf ihr Erscheinen eingestellt wurde. Mit dem Notstandsdekret vom 8. Juli 2018, dem letzten Notstandsdekret vor Aufhebung des Ausnahmezustandes am 19. Juli 2018, wurde die Zeitung geschlossen. Herausgeber İhsan Yaşar und der verantwortliche Chef vom Dienst, İshak Yasul, befinden sich seit dem 6. April 2018 in Haft.